# Точка (Пензенська область)
Точка  (рос. Точка) — присілок у Лопатинському районі Пензенської області Російської Федерації. Входить до складу Комсомольська сільська.

## Географія
Присілок розташоване на березі річки Вершаут у 4 км на північний захід від центру сільради села Дубровське і у 16 на південний схід від райцентру присілка Лопатине.

## Історія
Заснований як перше відділення (польова Крапка) радгоспу «Комсомолець» у 1930-ті роки у складі Соймінської сільради Лопатинському районі. у 1980-і роки — у складі Комсомольському сільська.

## Населення
| 1939 | 1959 | 1979 | 1989 | 1996 | 2002 | 2010 |
| ---- | ---- | ---- | ---- | ---- | ---- | ---- |
| 22   | 270  | 243  | 202  | 82   | 172  | 158  |